# Sólyomkő vára

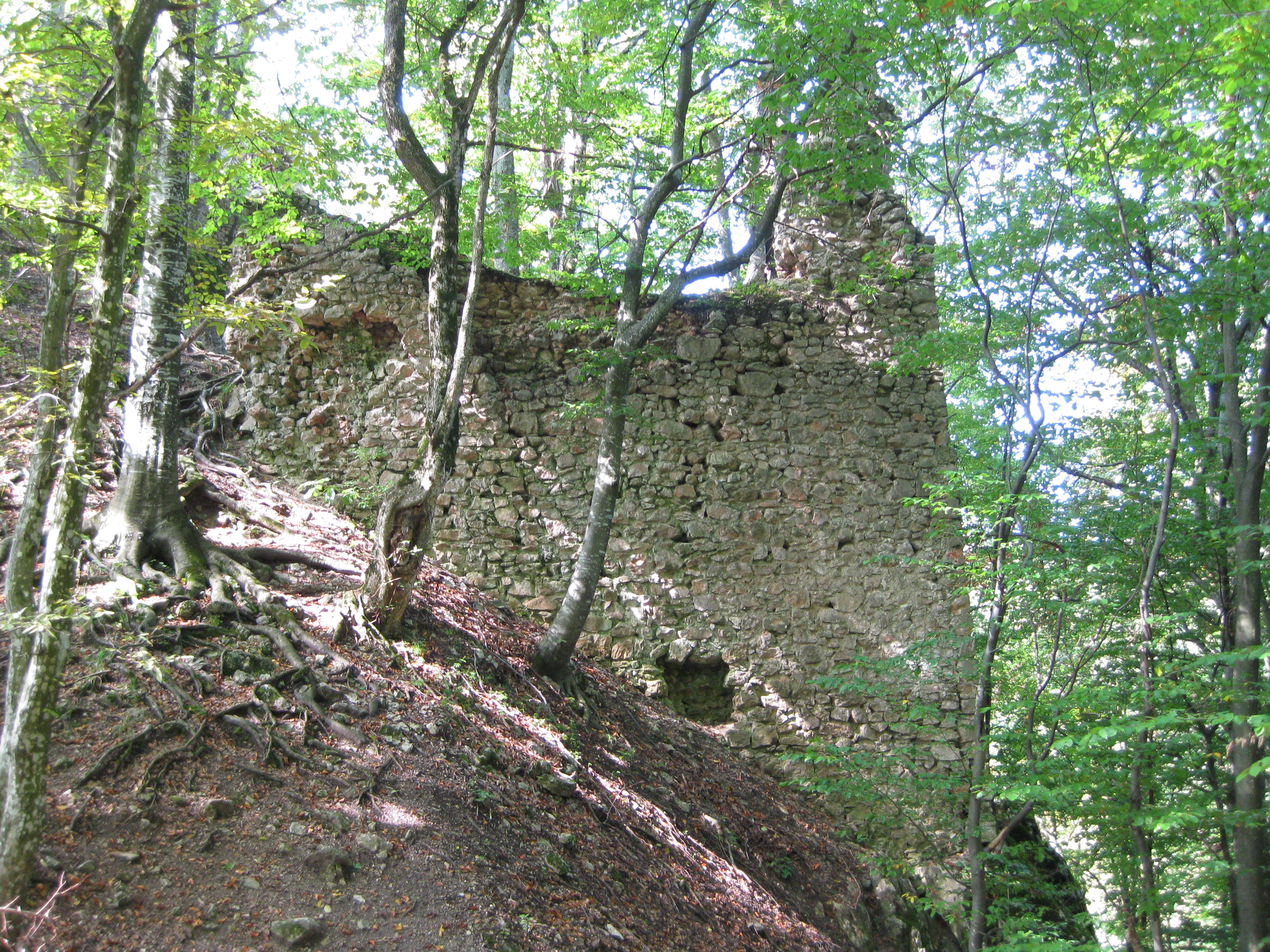
A Sólyomkővár nyugati oldala

Romániában, Bihar megyében, a Réz-hegység nyugati részén, Sólyomkőpestestől északnyugatra fekvő hegy tetején, 484 méteres tengerszint feletti magasságban fekszenek Sólyomkő várának romjai.

## Története
A várat még a tatárjárás után, 1242–1246 között építtette a Dunántúlon birtokos Geregye nemzetségből származó Pál comes Bihar vármegyei birtokai védelmére. Pál comes IV. Béla hű embere volt, aki Bihar vármegyei birtokait katonai érdemeiért kapta.
Pál comes 1257-ben készült bevallásakor még bírta Sólyomkőt, ahol a vadászsólymokat tartották, valamint Rév és Kér helységeket is.
Pál fiai azonban szembekerültek V. István királlyal és ezért kegyvesztettek lettek, elvesztették bihari birtokaikat, amelyek a Körösök és a Berettyó mentét uraló Borsa nemzetségre szálltak.
A 13. század elején Sólyomkő vára már a Borsa nemzetségbeli Tamás, majd fia Loránt és Borsa Kopasz nádor birtokában volt. 1316 körül Borsa Kopasz fellázadt Károly Róbert király ellen. A király a lázadás leverését Borsa Kopasz egyik legnagyobb ellenségére, a Dobi Dorogiakra bízta, akik – mivel tudták, hogy Sólyomkő vára bevehetetlen – a szomszédos hegyekben két várat építtettek, hogy Borsát kiéheztessék. A kiéheztetett Kopasz így nem tehetett mást, kénytelen volt megnyitni a vár kapuját, s megadni magát. A vár ezután Kopasz hűtlensége miatt királyi birtok volt egy ideig, ahonnan Kaplai Tamás birtokába került, a későbbiekben pedig román eredetű Drágffy Miklós lett a birtokosa.
1403-ban Zsigmond király, később a Szántai Laczkfiak, majd a Kusalyi Jakcsok, Országh Mihály nádor, Perényi Imre nádor birtokolta, kitől csere útján Drágffy János országbíró kezébe került, s még 1552-ben is az ő özvegyéé volt, majd a losonci Bánffyak, Kanizsai László, később Székely Mózes erdélyi fejedelemmé lett ez a vár,
Az 1500-as évek vége felé Bocskai István szerezte meg az akkorra már erősen leromlott erősséget, melyen ekkor jelentős javításokat és a védelmi képesség fokozását szolgáló módosításokat végeztetett, majd Báthory Gábor lett birtokosa.
1630 körül a vár Zólyomi Dávidé, majd leányáé, Zólyomi Erzsébeté lett. A Zólyomiak után II. Rákóczi Györgyöt írták birtokosának.
1660-ban Sólyomkő várát Kemény János fejedelem szerezte meg, kinek idejében; 1660-ban a török ostrom nélkül szerezte meg a feladott várat, végül II. Rákóczi Ferenc lett a vár ura, akitől a császári katonaság foglalta el.
A várat 1711-ben Löwenburg kapitány (Friedrich Löwenburg gróf) parancsára rombolták le, miután a szatmári béke kimondta a megsemmisítését.

## Leírása
A vár rommaradványai még ma is jelentősek, láthatók a feltöltődött várárok nyomai is, melyen egykor felvonóhíd vezetett át egészen a kaputoronyig.
A várrom közelében egy őrtoronyból átalakított kápolna maradványai, a vártól keleti irányban úgy 300 méterre egy négyszög alakú, középkori eredetű kőtorony romjai találhatók.

## Képgaléria

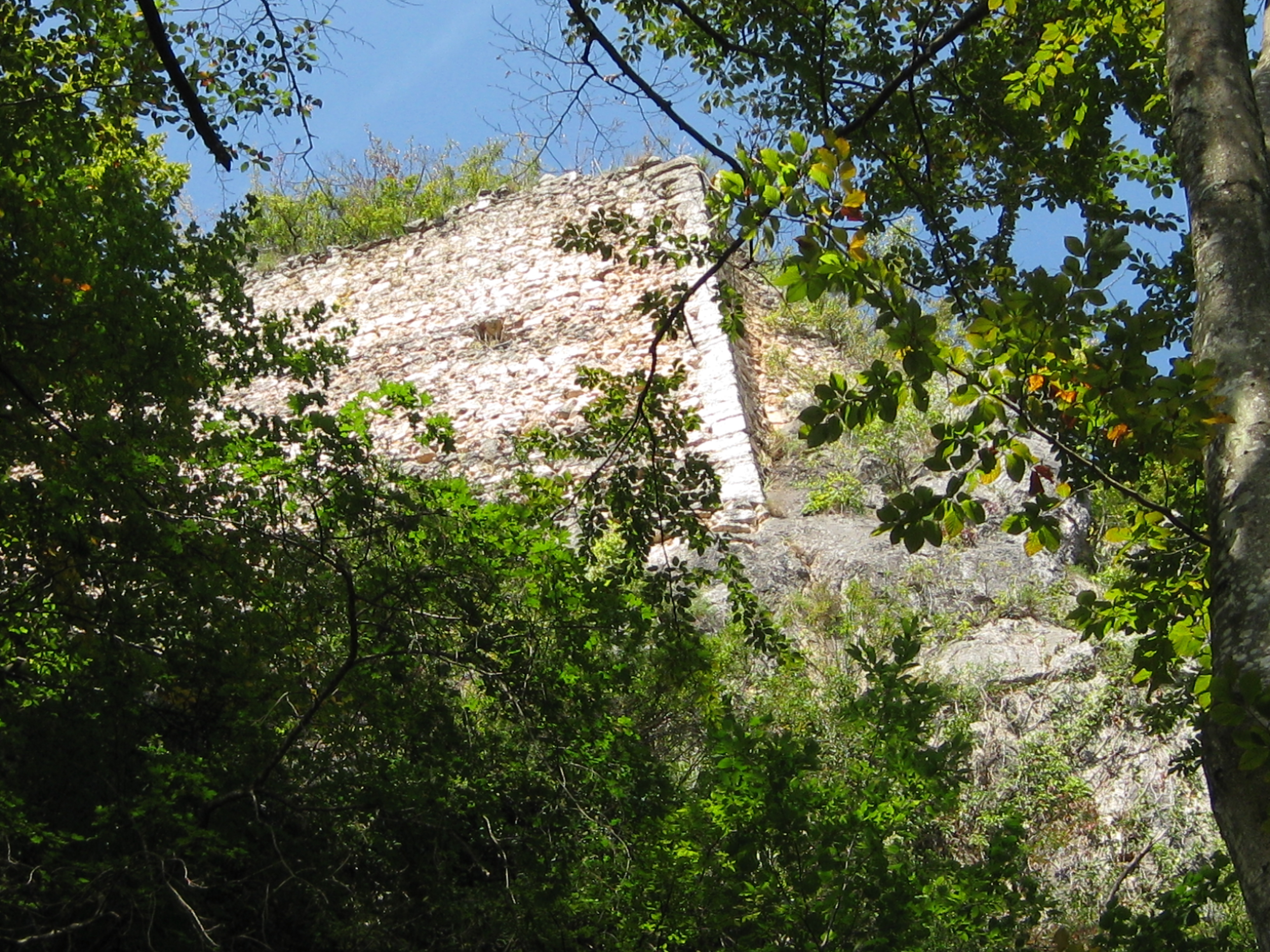
A Sólyomkővár északi védőbástyájának romjai
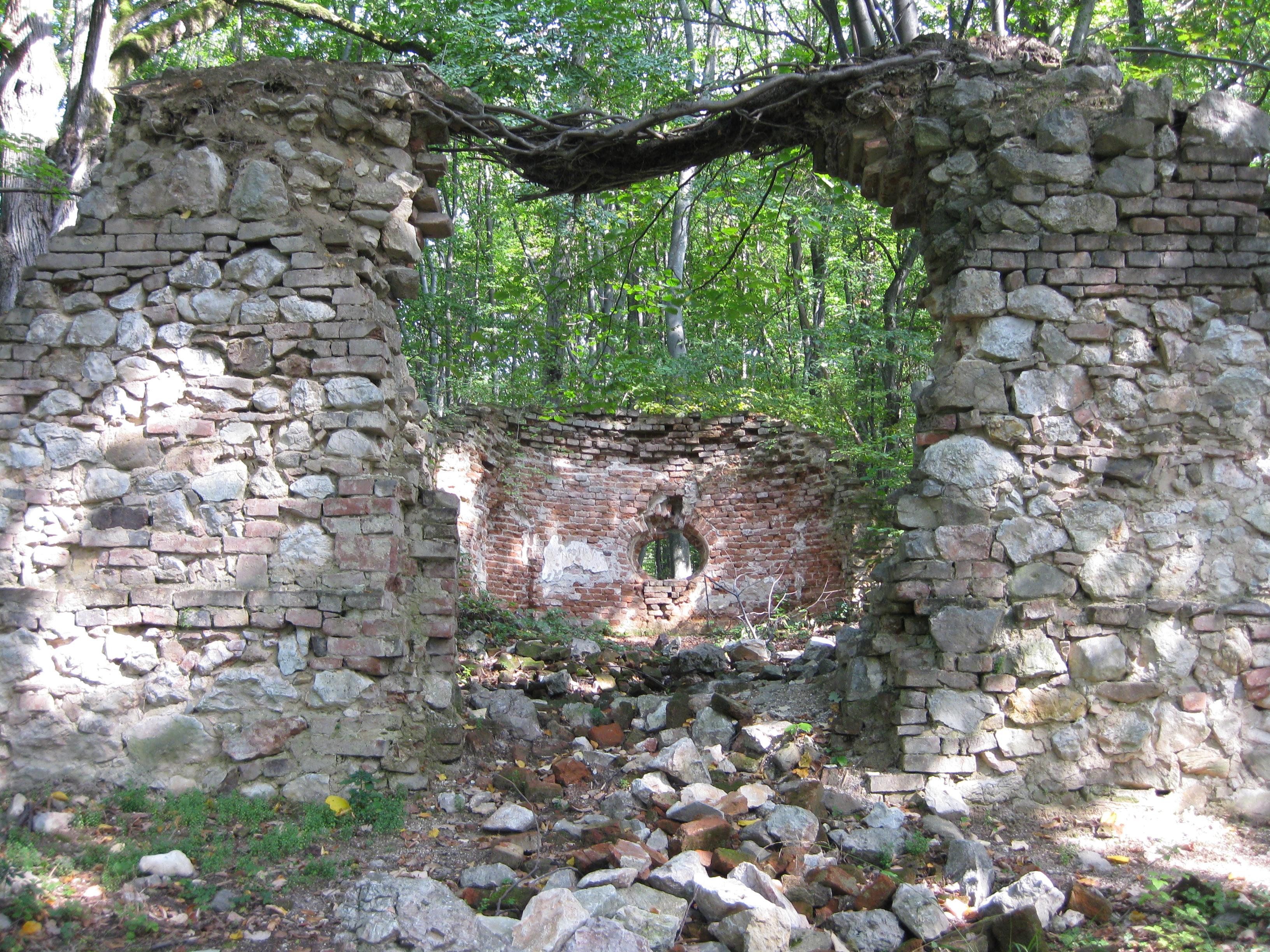
Lázár Annának és...
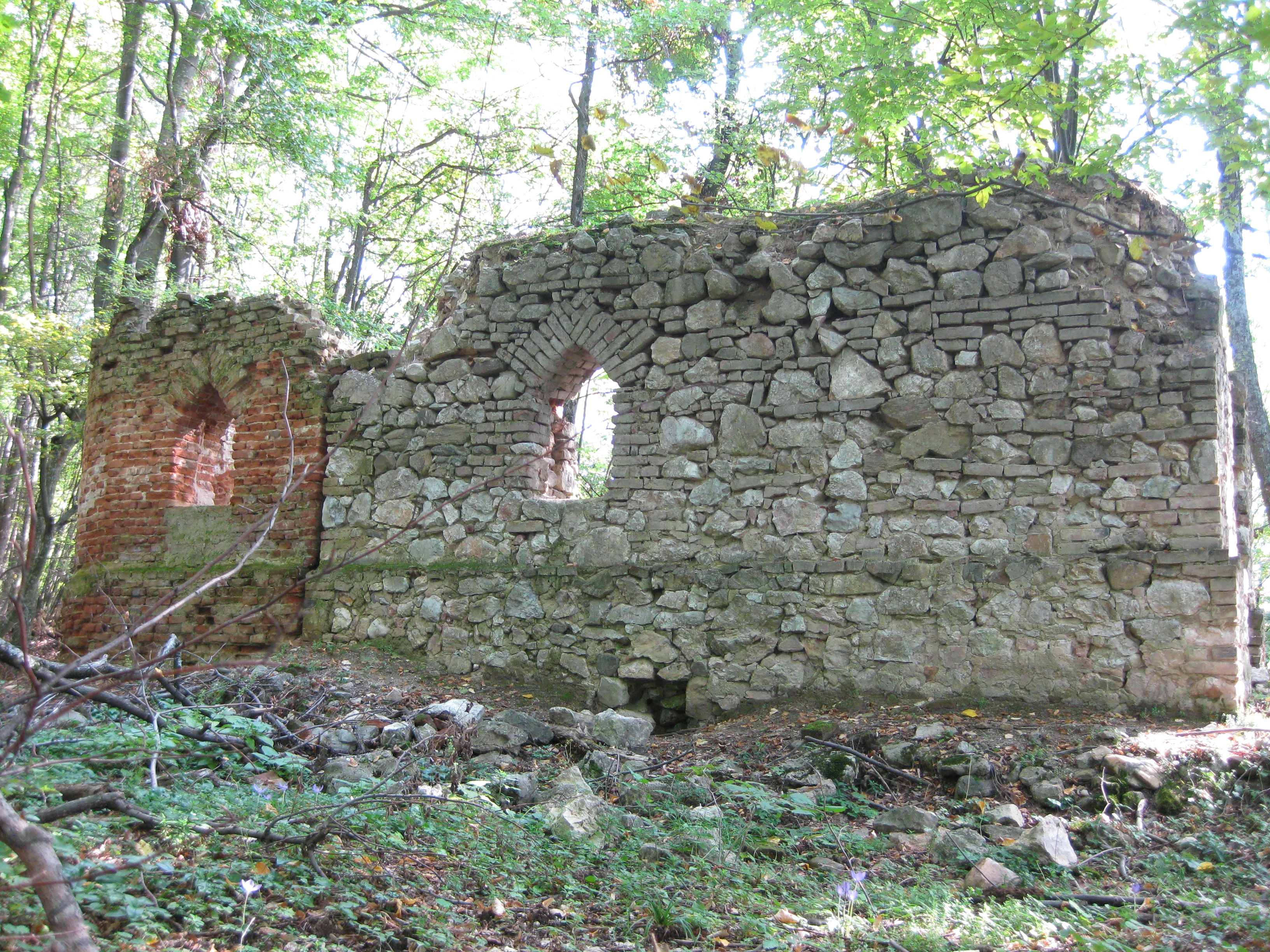
...két fiúgyermekének...
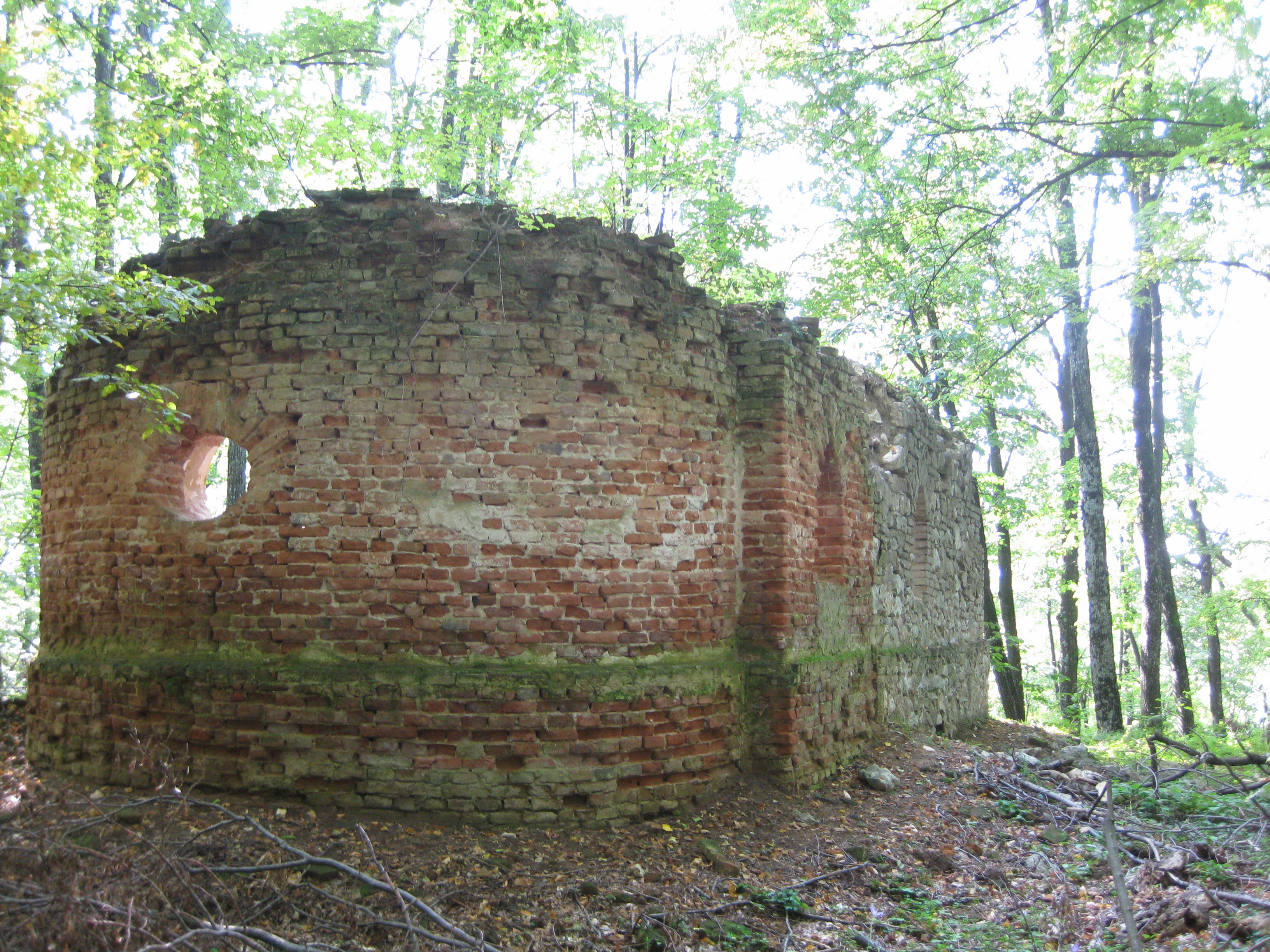
...a kápolnája